# Катепсин S
Катепсін С (англ. Cathepsin S) — білок, який кодується геном CTSS, розташованим у людей на короткому плечі 1-ї хромосоми.  Довжина поліпептидного ланцюга білка становить 331 амінокислот, а молекулярна маса — 37 496.
| 10         |  | 20         |  | 30         |  | 40         |  | 50         |
| ---------- |  | ---------- |  | ---------- |  | ---------- |  | ---------- |
| MKRLVCVLLV |  | CSSAVAQLHK |  | DPTLDHHWHL |  | WKKTYGKQYK |  | EKNEEAVRRL |
| IWEKNLKFVM |  | LHNLEHSMGM |  | HSYDLGMNHL |  | GDMTSEEVMS |  | LMSSLRVPSQ |
| WQRNITYKSN |  | PNRILPDSVD |  | WREKGCVTEV |  | KYQGSCGACW |  | AFSAVGALEA |
| QLKLKTGKLV |  | SLSAQNLVDC |  | STEKYGNKGC |  | NGGFMTTAFQ |  | YIIDNKGIDS |
| DASYPYKAMD |  | QKCQYDSKYR |  | AATCSKYTEL |  | PYGREDVLKE |  | AVANKGPVSV |
| GVDARHPSFF |  | LYRSGVYYEP |  | SCTQNVNHGV |  | LVVGYGDLNG |  | KEYWLVKNSW |
| GHNFGEEGYI |  | RMARNKGNHC |  | GIASFPSYPE |  | I          |  |            |

A: Аланін

C: Цистеїн

D: Аспарагінова кислота

E: Глутамінова кислота

F: Фенілаланін

G: Гліцин

H: Гістидин

I: Ізолейцин

K: Лізин

L: Лейцин

M: Метіонін

N: Аспарагін

P: Пролін

Q: Глутамін

R: Аргінін

S: Серин

T: Треонін

V: Валін

W: Триптофан

Кодований геном білок за функціями належить до гідролаз, протеаз, тіолових протеаз. Локалізований у лізосомі.